# Propulsor amplificado oscilante de campo magnético
El propulsor amplificado oscilante de campo magnético  (MOA; a menudo llamado motor de plasma por los medios) es un sistema electrodinámico versátil, que puede acelerar casi cualquier velocidad media a velocidades extremadamente altas, generando así un chorro de plasma de alta energía en el escape.
Para ello, el MOA utiliza una llamada onda de Alfvén, un principio físico dentro de la magnetohidrodinámica que fue descrito por primera vez en 1942 por el ganador del premio Nobel, Hannes Alfvén, y que afirma que los campos magnéticos fluctuantes pueden inducir ondas de densidad en medios que conducen electricidad (por ejemplo, plasma, agua salada, etc.). Estas ondas de densidad pueden alcanzar velocidades muy altas y cuando las partículas dentro del medio se acoplan a ellas, las partículas también se aceleran a velocidades muy altas, alcanzando en consecuencia energías cinéticas muy grandes.

## Áreas de aplicación
Debido a las altas velocidades de escape y el alto impulso específico asociado y/o la alta energía de partículas, surgen dos áreas de aplicación principales: vuelos espaciales y recubrimientos de materiales particulares. Para el caso de los vuelos espaciales, el alto impulso específico lleva a una reducción del 90% en el consumo de propelente cuando se compara el MOA con los motores de iones actuales de última generación. Para el caso del recubrimiento, la alta energía cinética de las partículas de escape conduce a una alta profundidad de penetración dentro del material objetivo. Esto permite, por ejemplo, endurecer el acero, el aluminio y otros metales, pero también cambiar las propiedades del material del vidrio y los plásticos.
Una ventaja adicional del concepto MOA es su comportamiento libre de corrosión, que conduce a una larga vida útil del sistema. Los mismos campos magnéticos que generan las ondas de Alfvén impiden que las partículas de alta energía golpeen la pared del propulsor o cualquier otro componente estructural del MOA, evitando así cualquier daño inducido por partículas casi de forma inherente.

## Composición del Sistema MOA

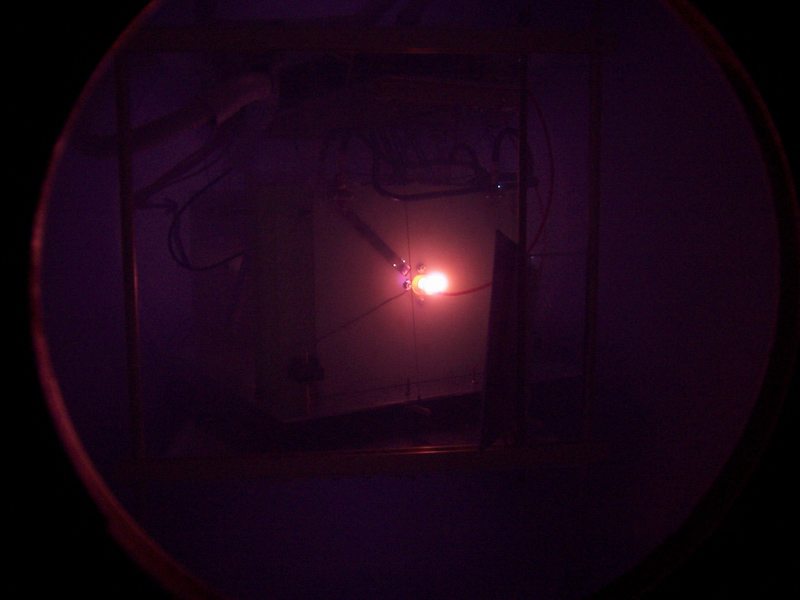
Disparo del propulsor MOA dentro de una cámara de vacío

En principio el propulsor MOA está compuesto de cinco subsistemas:
- Generador de plasma
- Tubo central
- Bobina primaria
- Bobina secundaria
- Suministro y unidades de control.

El generador de plasma produce un flujo continuo de partículas ionizadas, que se desplazan dentro del tubo central hacia la boquilla de escape. Estas partículas podrían ser, por ejemplo, moléculas de nitrógeno o hidrógeno, así como gases nobles como el argón o el xenón. Dado que las partículas están ionizadas, reaccionan en los dos campos magnéticos, que son generados por la bobina primaria y la secundaria. De estos dos, la bobina primaria está encendida permanentemente, ya que también forma la boquilla de escape magnética, mientras que la bobina secundaria está encendida y apagada cíclicamente para deformar las líneas del campo magnético del sistema. Mediante esta deformación se generan ondas de Alfvén que, en el siguiente paso, transportan, comprimen y aceleran el medio propulsor hasta parámetros predefinidos específicos. Finalmente, las unidades de suministro y control se aseguran de que el propulsor MOA funcione dentro de los parámetros anticipados.
Como el concepto requiere un generador de plasma para producir las partículas ionizadas, el MOA en principio se puede describir como un sistema de propulsión eléctrica, similar a un motor de iones. Sin embargo, debido a la interacción de los campos magnéticos, las partículas también se comprimen y adiabáticamente se calientan, convirtiendo todo el sistema en un sistema electrotermodinámico. La combinación de principios eléctricos y termodinámicos conduce también a la unificación de las ventajas respectivas. Como MOA presenta, por un lado, la alta eficiencia de los sistemas de propulsión eléctrica y, por otro lado, la capacidad de acelerar un gran número de partículas, al igual que un sistema térmico, por lo tanto, logran un empuje relativamente alto con un alto impulso específico. La combinación de alta energía de partículas / velocidad de escape y empuje relativamente alto en esta forma es una propuesta novedosa. La alta flexibilidad de cambio de empuje y el impulso específico en vuelo al adaptar el flujo de masa y el consumo de energía es en este momento una característica única proporcionada por este novedoso concepto de propulsor.

## Estado actual
Después de que un concepto de propulsión basado en oleadas de Alfvén se propuso por primera vez a mediados de la década de 1980, el concepto de MOA se probó por primera vez en la Universidad Técnica de Graz en la cámara de vacío del Instituto de Redes de Comunicación y Comunicación Satelital. La campaña de prueba duró varias semanas y mostró la viabilidad del concepto de MOA. Los resultados obtenidos se presentaron en el Congreso Internacional de Astronáutica en Fukuoka, Japón, el 21 de octubre de 2005. En un próximo paso, se creó una empresa dedicada llamada Qasar Technologies GmbH para desarrollar aún más la tecnología MOA y probar posibles aplicaciones terrestres. Tanto para vuelos espaciales, en el área de recubrimiento y otras áreas. En el verano de 2005, el prototipo MOA alcanzó TRL 5 (nivel de preparación tecnológica) después de que el componente y / o el tablero se validaran en un entorno relevante: la cámara de vacío en la Universidad Técnica de Graz.
Los científicos prevén varios clientes potenciales para la tecnología MOA, como compañías aeroespaciales como EADS, Hughes Network Systems o Alcatel Alenia Space, fabricantes de aviones como Boeing, así como empresas especializadas en materiales y en el sector automotriz.